# Humphrey Bennett
Humphrey Bennett (Londen, 9 mei 1948 - Bussum, 28 februari 2020) was een tekenaar en illustrator uit Baarn.
Bennett studeerde Commercial Art aan de North-East London School of Arts en Tekentechnieken aan de St. John Cass School of Art. Deze opleidingen waren zowel vakschool als kunstacademie. Onderwerpen in zijn werk zijn vooral bomen, model en dans. Voor zijn vrije werk werkte hij met grafiet, inkten, soms pastel en gemengde technieken.

## Ballet
In Londen had hij een speciale kaart om in het prentenkabinet van het British Museum tekeningen te mogen kopiëren. Toen hij op achttienjarige leeftijd verliefd werd op een Nederlandse kunstenares verhuisde hij naar Nederland. Hun beide kinderen zouden later ook kunstenaar worden. De eerste jaren werkte Bennett als illustrator in de reclamewereld.
Zijn eerste vrije werk in Nederland bestond naast een periode van hekken, schuurtjes en andere bouwsels tekenen uit het tekenen van bomen in het landschap. Tot zijn opdrachtgevers behoorden de Vereniging Natuurmonumenten en Dick Bruna.
Op de Londense kunstacademie had Bennett al veel modeltekeningen gemaakt. Met zijn tweede vrouw deelde hij de passie voor dans en ballet. Toen een van de modellen danseres bleek bij Het Nationaal Ballet raakte hij gefascineerd door dansbewegingen. Om de dansbewegingen vast kunnen te leggen bezocht hij vaak repetities van het Scapino Ballet of van Het Nationale Ballet. Het ging daarbij om het vastleggen van de essentie. In summiere kleurige vormen trachtte hij zoveel mogelijk weg te laten en de passie van de dansers uit te beelden. Hiervoor gebruikte Bennett vloeiende krachtige lijnen en verschillende tekentechnieken. De ene keer gebeurde dit met dik aangezette contouren, een volgende keer fijn aangezet. De vormen werden soms opgevuld met meerdere felle kleuren. Het decor was van minder belang.
Naast danskunst tekende Bennett graag in de natuur. Bennett heeft tot zijn allerlaatste dag non stop getekend. De boom die hij voor zijn overlijdensbericht tekende was niet naar de natuur. Tekenend voor zijn humor was dat hij tussen de takken en bladeren gezichtjes tekende. De sterke band van Bennett met de danswereld bleek toen Floor Eimers een kunstwerk van Bennet kreeg bij het winnen van de prestieuze Alexandra Radiusprijs 2021.
Bennett was vanaf de zeventiger jaren docent aan de Gooise Academie in Laren. Hij was lid van kunstenaarsvereniging Laren-Blaricum en gaf tekencursussen.
Exposities waren te zien in kasteel Groeneveld in Baarn, Kasteel Sypesteyn in Loosdrecht, het Singer Museum in Laren, het Amsterdamse Stedelijk Museum maar ook in Japan en Frankrijk. Zijn werk uit zijn provotijd dat in het Amsterdamse Rijksmuseum hangt, noemde hij 'mijn lelijkste tekening'.